# Saint-Briac-sur-Mer
Saint-Briac-sur-Mer (tiếng Breton: Sant-Briag, Gallo: Saent-Beriac), là một xã của tỉnh Ille-et-Vilaine, thuộc vùng Bretagne, miền tây bắc nước Pháp.

## Xem thêm

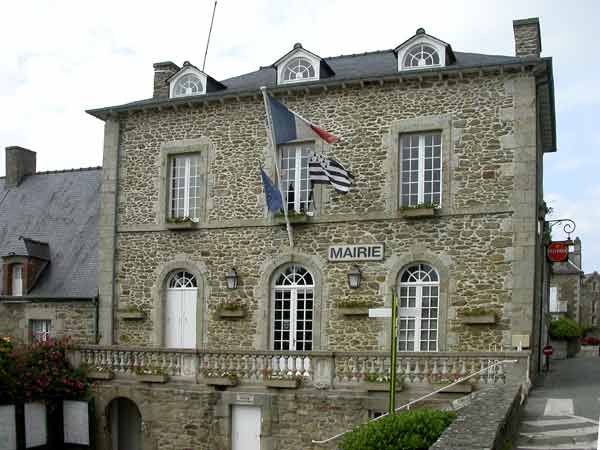
Tòa thị chính
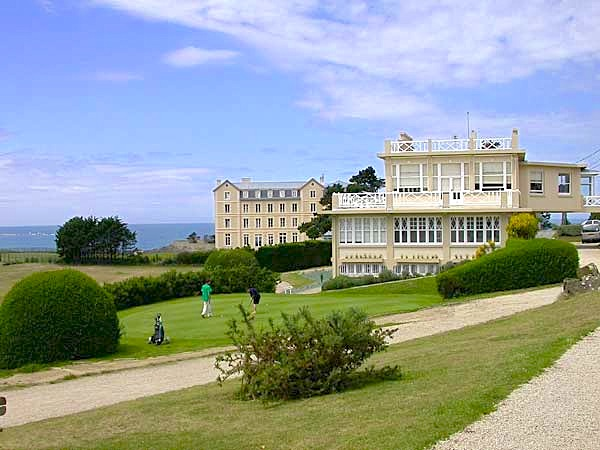
Câu lạc bộ golf
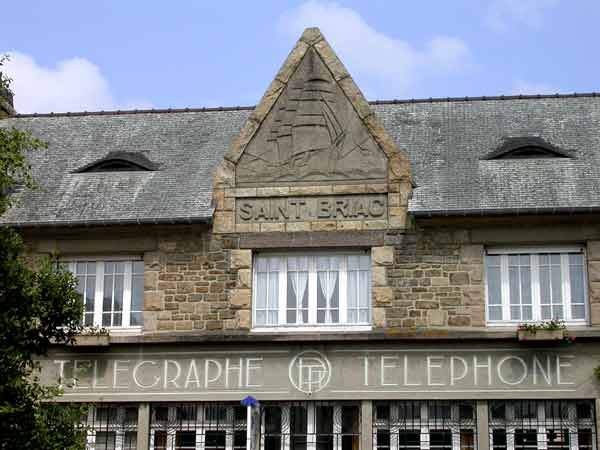
Bưu điện
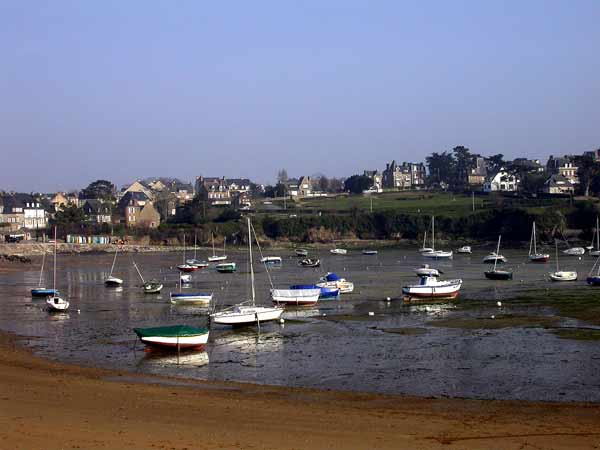
Bãi biển Béchet
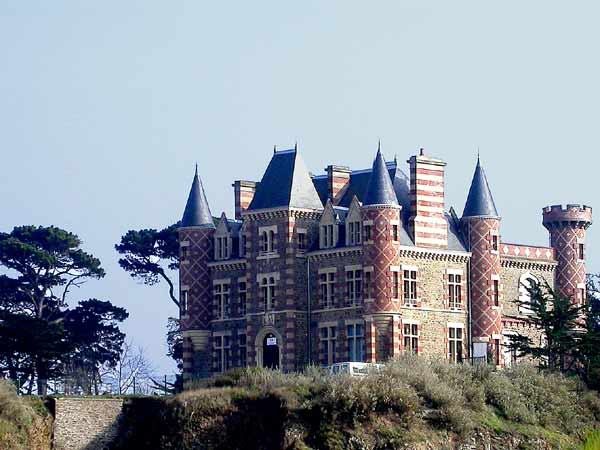
Lâu đài Nessay
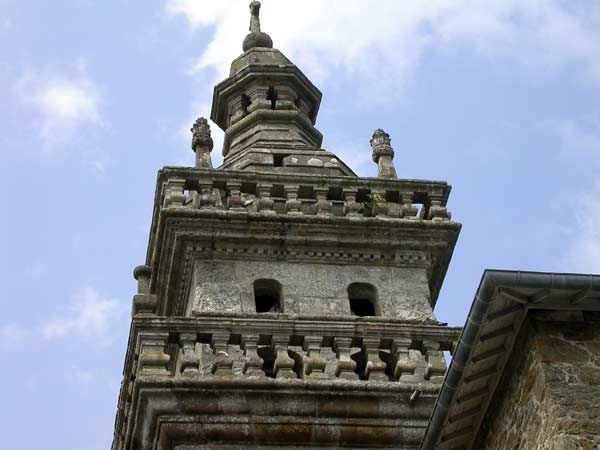
Tháp chuông nhà thờ
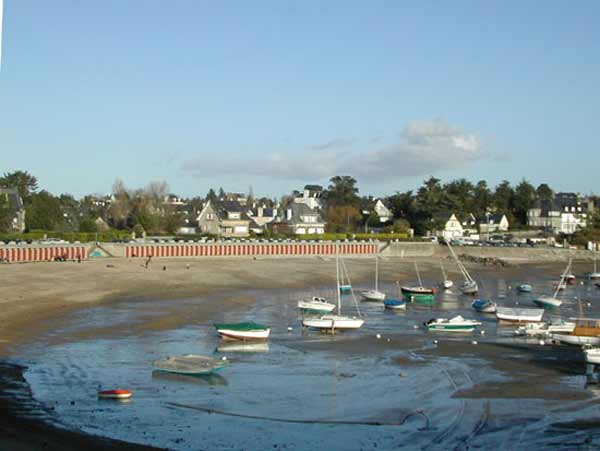
Bãi biễn Béchet
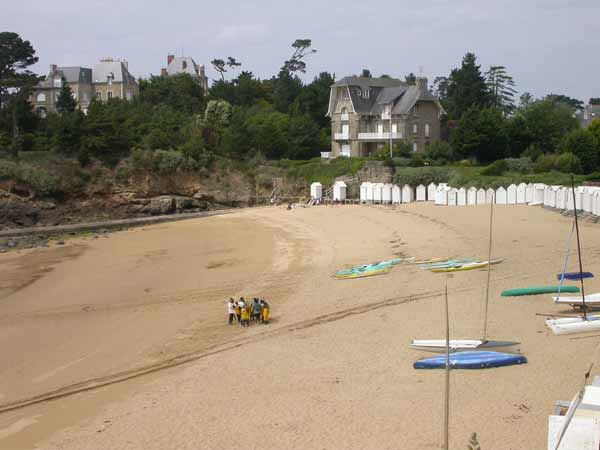
Bãi biển Salinette và các lều gỗ